# قيزيق هلبي
قيزيق هلبي (الاسم العلمي:Cyzicus setosa) (بالإنجليزية: setose clam shrimp)‏ هو نوع من الحيوانات يتبع جنس القيزيق من فصيلة القيازق.